# Тојага (Горж)
Тојага (рум. Toiaga) насеље је у Румунији у округу Горж у општини Стоина. Oпштина се налази на надморској висини од 192 m.

## Становништво
Према подацима из 2002. године у насељу је живело 300 становника, од којих су сви румунске националности.